# ۳-متیل-۳-اوکتانول
۳-متیل-۳-اوکتانول (به انگلیسی: 3-Methyl-3-octanol) با فرمول شیمیایی C۹H۲۰O یک ترکیب شیمیایی با شناسه پاب‌کم ۲۱۴۳۲ است. که جرم مولی آن 144.2545 g/mol می‌باشد. 